# Hack (videojuego)
Hack es un videojuego roguelike escrito originalmente en 1985 por Jay Fenlason con la ayuda de Kenny Woodland, Mike Thome y Jon Payne.
Hack era una versión mejorada del videojuego Rogue. Introducía clases de personajes, mascotas, tiendas, elementos de juego adicionales y una gran lista de monstruos, objetos y diálogos.
Hack es el precursor del juego roguelike NetHack.
- Datos: Q1756631